# Frans Henrichs

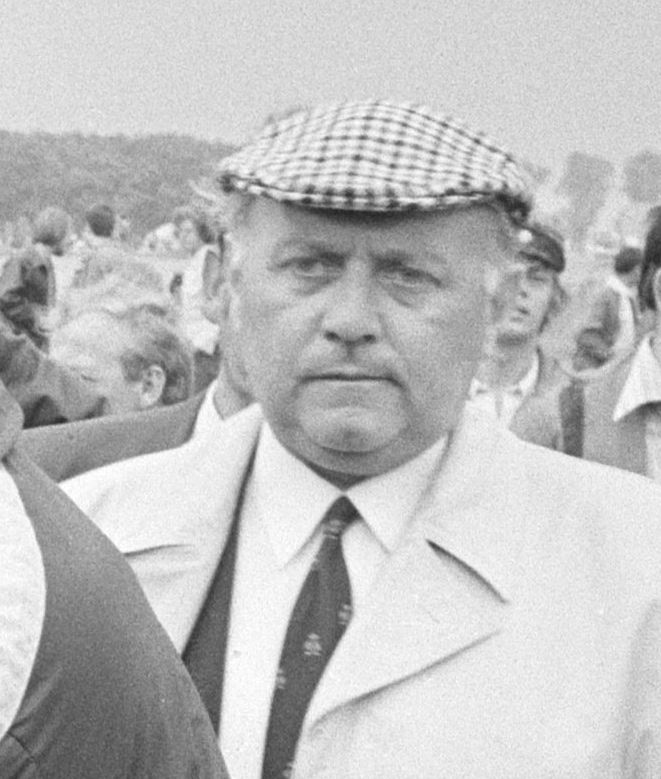
Frans Henrichs tijdens de TT Assen 1971

François Henri Louis (Frans) Henrichs (Soerabaja, 29 oktober 1922 - Nieuwegein, 6 augustus 1999) was een Nederlands sportjournalist en verslaggever.
Frans Henrichs werd in het voormalige Nederlands-Indië geboren. In 1949 begon hij zijn loopbaan als sportjournalist bij De Telegraaf en bij de radio. Na enkele jaren werd hij ook chef van de sportredactie van het Utrechts Nieuwsblad.
In 1954 ging hij werken bij de NTS. Daar werd hij de belangrijkste tv-verslaggever voor de motorsport en vooral het ijshockey. Mede door zijn enthousiasme bouwde hij een zeer typerende reputatie op, die zijn populariteit bij een groot deel van de kijkers verklaart. In 1978 was hij een van de oprichters van de Bob en Slee Bond Nederland, waar hij ook de eerste voorzitter van was.
De in 1987 door hem ingestelde "Frans Henrichs Bokaal" voor de meest waardevolle Nederlandse ijshockeyspeler wordt jaarlijks uitgereikt en geldt als de meest prestigieuze onderscheiding die een speler te beurt kan vallen. De Nederlandse Rugby Bond onderscheidt jaarlijks de beste jeugdspeler met de "Frans Henrichs Trofee". 
De laatste jaren werkte hij voor Eurosport. In 1999 overleed hij in Nieuwegein aan een hartinfarct. In 2016 werd een straat in de Utrechtse wijk Overvecht naar hem vernoemd.